# Paecilaema albantica
Paecilaema albantica is een hooiwagen uit de familie Cosmetidae.